# David C. Brown
David C. Brown là một cầu thủ bóng đá người Anh thi đấu ở vị trí tiền đạo trung tâm cho Burnley.